# Luhota
Luhota ist ein Verwaltungsbezirk (englisch Ward) des Distrikts Iringa in der tansanischen Region Iringa.

## Geografie
Luhota liegt im südlichen Hochland von Tansania südöstlich der Regionshauptstadt Iringa. Der Bezirk grenzt im Norden an Igumbilo, im Osten an Irole, im Südosten an Ihimbo, im Süden an Maguliwa, im Südwesten an Lyamgungwe und im Westen an Mseke, Kitwiru und Ruaha. Bei der Volkszählung 2022 lebten 16.319 Menschen in 4102 Haushalten auf einer Fläche von 168 Quadratkilometern.

## Gliederung
Der Bezirk besteht aus fünf Gemeinden (swahili Mtaa) mit 42 Orten (Kitongoji):
| Tagamenda - Lufita - Kifufu - Kiswele - Miyombwe - Malulumo - Ikalagasi - Kitayawa | Kilambo - Mseke A - Unyanye - Lusaula - Idotwee - Igula A - Mseke B - Madukani - Igula B - Sekuse - Mbote | Nyabula - Nyabula Kati - Ilutila - Kihondo - Luhanga - Chumbu - Ulande - Mtowo - Malendi - Udinda - Ukang'a | Ikuvilo - Ikuvilo Kati - Mhepasi - Ngelewala - Kidodi - Lwato - Mdukwe - Lugala - Makongoma - Imalinyi | Wangama - Itemagwe - Inyororo - Idobogo - Kilengelenge - Iganga - Itwaga |

## Wirtschaft und Infrastruktur
- Landwirtschaft: In der Gemeinde Wangama wurde eine Demonstrationsfarm für den Sojaanbau errichtet.[8]
- Bildung: Im Bezirk liegen zwei weiterführende Schulen.[9] Die Luhota Secondary School ist eine staatliche Schule für Tages- und Internatsschüler,[10] die St. Thomas Nyabula Secondary School eine 2009 gegründete Privatschule, die von der römisch-katholischen Kirche geleitet wird und ebenfalls eine Ausbildung bis zur 4. Stufe anbietet.[11]
- Gesundheit: In den Gemeinden Kilambo und Wangama gibt es öffentliche Apotheken,[12][13] in Nyabula eine private.[14]